# 福島市古関裕而作曲コンクール
福島市古関裕而作曲コンクール（ふくしましこせきゆうじさっきょくこんくーる、Yuji Koseki Composition Competition）は、福島市と福島市古関裕而作曲コンクール実行委員会が主催する2022年から隔年で開催されている作曲コンクール。

## 趣旨
「古関裕而のまち・ふくしま」の進展と発展に加え、昭和から現代にまで歌い継がれる名曲を生み出した古関裕而の功績をレガシーとして継承し、次世代を担う作曲家の育成と世界へ羽ばたく機会を創出するため、100年の計としてのコンクールを開催する。

## 目的
優秀な作品を発掘し、全国の多くの吹奏楽団体で演奏されるレパートリーの開拓を目指す。

## 受賞作品一覧
| 回 | 年   | 部門   | 賞     | 曲名                           | 作曲者     | 本選会                                                                                            |
| -- | ---- | ------ | ------ | ------------------------------ | ---------- | ------------------------------------------------------------------------------------------------- |
| 1  | 2022 | 吹奏楽 | 第1位  | 白砂の箱庭                     | 佐藤信人   | 2022年11月27日(日) ふくしん夢の音楽堂大ホール 指揮：飯森範親 演奏：シエナ・ウインド・オーケストラ |
| 1  | 2022 | 吹奏楽 | 第2位  | おとのはー吹奏楽のためのー     | 後藤元信   | 2022年11月27日(日) ふくしん夢の音楽堂大ホール 指揮：飯森範親 演奏：シエナ・ウインド・オーケストラ |
| 1  | 2022 | 吹奏楽 | 第3位  | Knocks                         | 岩渕陽介   | 2022年11月27日(日) ふくしん夢の音楽堂大ホール 指揮：飯森範親 演奏：シエナ・ウインド・オーケストラ |
| 1  | 2022 | 吹奏楽 | エール | 懐かしの大地へ！               | 松尾賢志郎 | 2022年11月27日(日) ふくしん夢の音楽堂大ホール 指揮：飯森範親 演奏：シエナ・ウインド・オーケストラ |
| 2  | 2024 | 吹奏楽 | 第1位  | 恋初める茉莉花                 | 萩原友輔   | 2024年6月30日(日) ふくしん夢の音楽堂大ホール 指揮：飯森範親 演奏：シエナ・ウインド・オーケストラ  |
| 2  | 2024 | 吹奏楽 | 第2位  | 明日の神話                     | 松尾賢志郎 | 2024年6月30日(日) ふくしん夢の音楽堂大ホール 指揮：飯森範親 演奏：シエナ・ウインド・オーケストラ  |
| 2  | 2024 | 吹奏楽 | 第3位  | コンサートマーチ「約束の街へ」 | 越岡卓哉   | 2024年6月30日(日) ふくしん夢の音楽堂大ホール 指揮：飯森範親 演奏：シエナ・ウインド・オーケストラ  |
| 2  | 2024 | 吹奏楽 | エール | 碧                             | 根岸淳也   | 2024年6月30日(日) ふくしん夢の音楽堂大ホール 指揮：飯森範親 演奏：シエナ・ウインド・オーケストラ  |
| 3  | 2026 | 吹奏楽 | 第1位  |                                |            | 2026年1月25日(日) ふくしん夢の音楽堂大ホール 指揮： 演奏：                                        |
| 3  | 2026 | 吹奏楽 | 第2位  |                                |            | 2026年1月25日(日) ふくしん夢の音楽堂大ホール 指揮： 演奏：                                        |
| 3  | 2026 | 吹奏楽 | 第3位  |                                |            | 2026年1月25日(日) ふくしん夢の音楽堂大ホール 指揮： 演奏：                                        |
| 3  | 2026 | 吹奏楽 | エール |                                |            | 2026年1月25日(日) ふくしん夢の音楽堂大ホール 指揮： 演奏：                                        |